# Brusselse gewestverkiezingen 2009/Kandidatenlijst/Ecolo
Dit is de kandidatenlijst van Ecolo voor de Brusselse gewestverkiezingen van 2009. De verkozenen staan vetgedrukt.

## Effectieven
1. Evelyne Huytebroeck
2. Christos Doulkeridis
3. Marie Nagy
4. Aziz Albishari
5. Céline Delforge
6. Arnaud Pinxteren
7. Sarah Turine
8. Vincent Lurquin
9. Barbara Trachte
10. Alain Maron
11. Zakia Khattabi
12. Ahmed Mouhssin
13. Nuray Dougru
14. Pascal Lefèvre
15. Laurence Vandeputte
16. Karim Majoros
17. Irena Kaufer
18. Jacques Morel
19. Véronique Waterschoot
20. Philippe Debry
21. Ingrid Parmentier
22. Bernard Van Nuffel
23. Tamimount Essaidi
24. Bernard Ide
25. Brigitte Hombergen-Meire
26. Yohann Fleury
27. Ginette Debuyck
28. Nicolas Dauphin
29. Caroline Lhoir
30. Philippe Delchambre
31. Isabelle Vanden Bemden
32. Mathieu De Backer
33. Khadija Tamditi
34. Djibril Touré
35. Sandrine Couturier
36. Thomas Eraly
37. Marie Wargnies
38. Housini Chairi
39. Laurence Willemse
40. Patrick Dezille
41. Zoubida Jellab
42. Stéphane Royer
43. Chantal Hoornaert
44. Thibaud Wyngaard
45. Zohra Chbaral
46. André Drouart
47. Germaine Nzuanzu
48. Joël Solé
49. Françoise Duvosquel
50. Laurent Pirotte
51. Julie Papazoglou
52. Bernard Richelle
53. Marianne Courtois
54. Mohamed El Manti
55. Catherine Rousseau
56. Ahmed Barro
57. Christine Gallez
58. Bill Kirkpatrick
59. Noual Laarissi
60. Carl-Alexandre Robyn
61. Marie-Christine Lahaye
62. Jacques Simillion
63. Sylviane Friedlingstein
64. Marc Lemaire
65. Anna Heilporn-Zawadzka
66. Quentin Sohet
67. Myriam Ilunga Ndaya
68. Alain Adriaens
69. Anne Dirix
70. Eric Remacle
71. Anne Herscovici
72. Jean-Claude Defossé

### Opvolgers
1. Yaron Pesztat
2. Dominique Braeckman
3. Vincent Vanhalewyn
4. Magali Plovie
5. Nourdine Taybi
6. Saskia Bricmont
7. Tristan Roberti
8. Véronique Gailly
9. Jean-Claude Englebert
10. Mélusine Baronian
11. Pierrot Desmet
12. Jasmina Douieb
13. José Angeli
14. Zoé Genot
15. Paul Galand
16. Isabelle Durant